# Рт
Рт је истурени део копна који залази у море, језеро или реку. Најчешће је изграђен од чврстих стена, али може настати и акумулацијом наноса. Ртови су често и најистакнутије тачке континената, држава или острва.
Најсевернија тачка Европе је Северни рт у Норвешкој, а најзападнија Кабо да Рока у Португалу. Најисточнија тачка Африке је рт Ксафун, а најјужнија Иглени рт. Најсевернија тачка Јужне Америке је Пунта Гаљинас, а најјужнија Рт Хорн. Најзападнија тачка Северне Америке је Рт Принц од Велса. Рт Дежњев је најсевернија тачка Азије, а Рт Инскрипшн је најзападнија тачка Аустралије.